# عماد بوخريص
عماد بوخريص قاض رتبة ثالثة و مدعي عام بمحكمة التعقيب بتونس والرئيس الحالي للهيئة الوطنية لمكافحة الفساد منذ 2020، وذلك خلفا لشوقي طبيب.

## مقالات ذات صلة
- هيئة الحقيقة والكرامة
- لجنة تقصي الحقائق عن الفساد والرشوة
- الفساد في تونس